# Clemens Stroppel
Clemens Stroppel (* 17. Juni 1959 in Tuttlingen) ist ein deutscher römisch-katholischer Geistlicher und Domdekan  der Diözese Rottenburg-Stuttgart. Von 2005 bis 2023 war und seit 2024 ist er Generalvikar der Diözese.

## Leben
Clemens Stroppel wuchs in einer Familie mit vier Geschwistern auf. Nach dem Abitur trat er in das Priesterseminar Ambrosianum Tübingen ein und studierte Philosophie und Theologie in Tübingen sowie an der Päpstlichen Universität Gregoriana in Rom. 1987 empfing er in Weingarten die Priesterweihe.
Danach war er zwei Jahre Vikar in Stuttgart-Heslach und wurde anschließend Repetent am Wilhelmsstift. Danach wurde er 1991 Subregens am Priesterseminar in Rottenburg. Zwischen 1996 und 1999 war er für ein Promotionsstudium freigestellt, das er in Tübingen mit einem Dr. theol. beendete. Von 1998 bis 2004 war er der Regens des Seminars. 2001 wurde er von Papst Johannes Paul II. zum Kaplan Seiner Heiligkeit ernannt. Ab dem 1. Januar 2005 war er Generalvikar der Diözese Rottenburg-Stuttgart. Im selben Jahr wurde er auch Domkapitular und vom Papst zum Ehrenprälaten Seiner Heiligkeit ernannt. Am 8. Juli 2015 bestätigte Bischof Gebhard Fürst die Wahl von Stroppel zum Domdekan der Kathedrale St. Martin in Rottenburg. 2021 war er Festprediger beim Blutfreitag in Weingarten.
Mit der Annahme des Rücktritts von Bischof Gebhard Fürst durch Papst Franziskus endete sein Amt als Generalvikar am 4. Dezember 2023. Am selben Tag wurde er vom Domkapitel zum Diözesanadministrator gewählt.
Am 1. Dezember 2024, dem Tag seiner Bischofsweihe, ernannte Bischof Klaus Krämer ihn zu seinem Generalvikar.
Stroppel ist engagiert sich bei Herder Korrespondenz sowie bei der Predigtzeitschrift »Dienst am Wort – Gedanken zur Sonntagspredigt« und bei verschiedenen Bänden der Reihe »Werkstatt Liturgie«.

## Positionen
Clemens Stroppel ist dafür, den Kommunionempfang eines nicht katholischen Partners in konfessionsverschiedenen Ehen zu ermöglichen.

## Schriften
- (Hrsg.) Kommt her, wir feiern heut, Schwabenverlag 1994, ISBN 978-3796607332
- Du hast uns, Herr, gerufen. Schul- und Schülergottesdienste Grundstufe (Klasse 1-4), Schwabenverlag 2000
- Edward Herbert von Cherbury: Wahrheit, Religion, Freiheit., Francke 2000, ISBN 978-3772025884 (Dissertation)
- (Hrsg.) Sieh, dein Licht will kommen: Adventsgottesdienste, Schwabenverlag 2002, ISBN 978-3796610677
- (Hrsg.) Eingezeichnet in deine Hände: Gebete - Mit Bildern von Sieger Köder, Schwabenverlag 2004, ISBN 978-3796611568[10]
- (Artikel) Inkulturation – Exkulturation: Zeitgenossenschaft und Eigenständigkeit der Kirche in einer postmodernen Gesellschaft, In: Zeichen der heilsamen Nähe Gottes, hrsg. von Johannes Kreidler, Ostfildern, 2008, S. 312–329[11]